# Kirchturm San Gottardo
Der Kirchturm San Gottardo ist der Campanile der gleichnamigen Kirche in der Ortschaft Intragna in der Gemeinde Centovalli im Kanton Tessin in der Schweiz.

## Situation
Mit 65 Metern ist der San Gottardo der höchste Kirchturm im Kanton Tessin.
Errichtet aus handbehauenem Naturstein in den Jahren 1765–1772 hat der Turm die folgenden Abmessungen:

Seitenlängen an der Basis: 8 × 6,8 Meter, Dicke der Mauern: 1,8 Meter an der Basis, 1,25 Meter im oberen Bereich.
Im Inneren führen 165 Steinstufen mit einer Breite von 80 cm hinauf bis zum Glockenstuhl in einer Höhe von ca. 38 Metern.

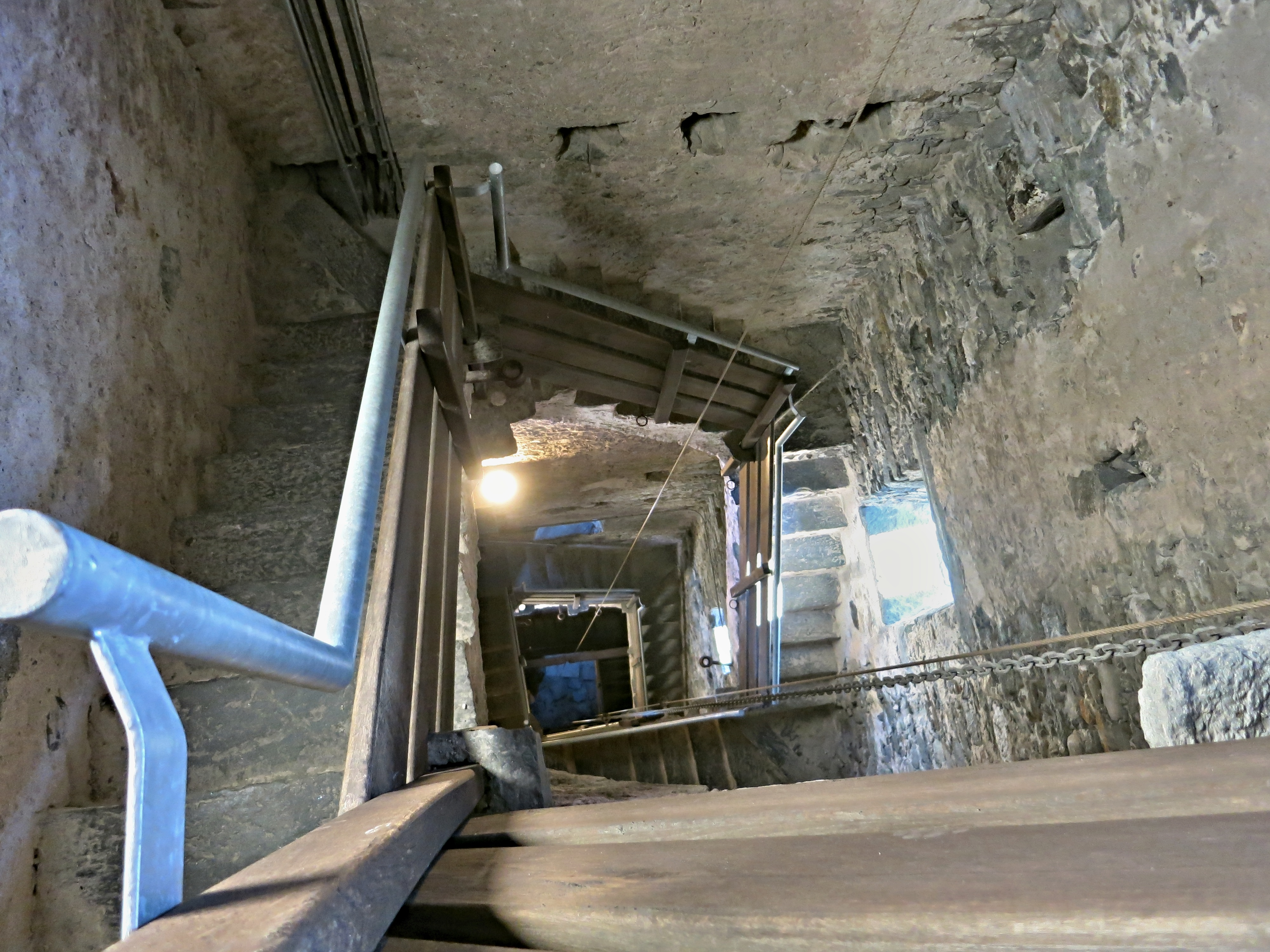
Treppen
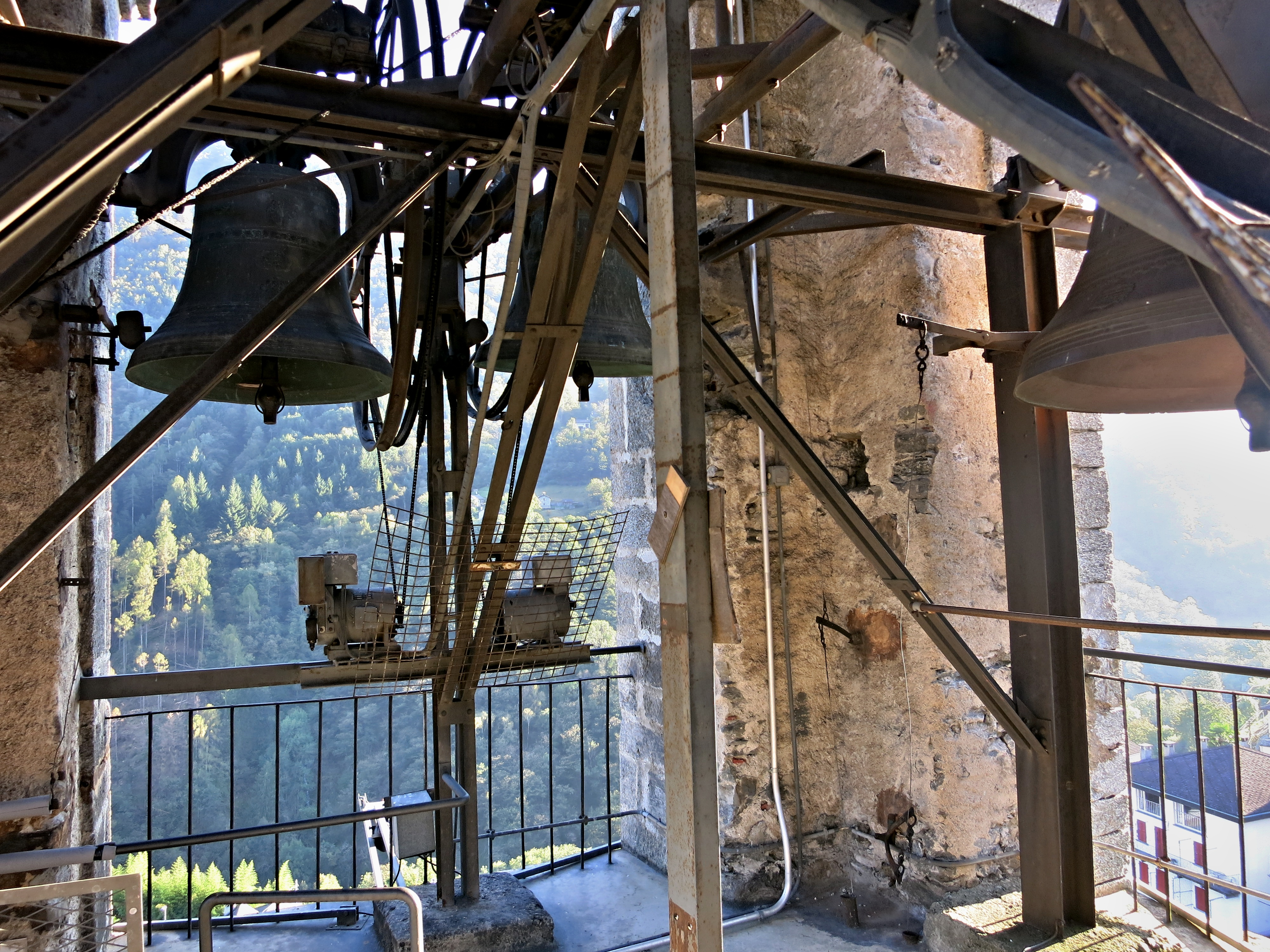
Aussichtsplattform

Das Geläut – in Cis-Dur – ertönt von sechs Glocken; die zweite, gegen Osten ausgerichtete Glocke ist berühmt durch eine Begebenheit im Jahr 1802, als die Einwohner von Intragna sie „mit Waffengewalt“ in ihren Besitz brachten. Obwohl die Glocke ordnungsgemäss erworben und bezahlt war, hatten die Bürger von Locarno die Übergabe verweigert. Die Glocke wurde 1845 umgegossen, wie es die Inschrift bezeugt.

360°-Panorama vom Turm
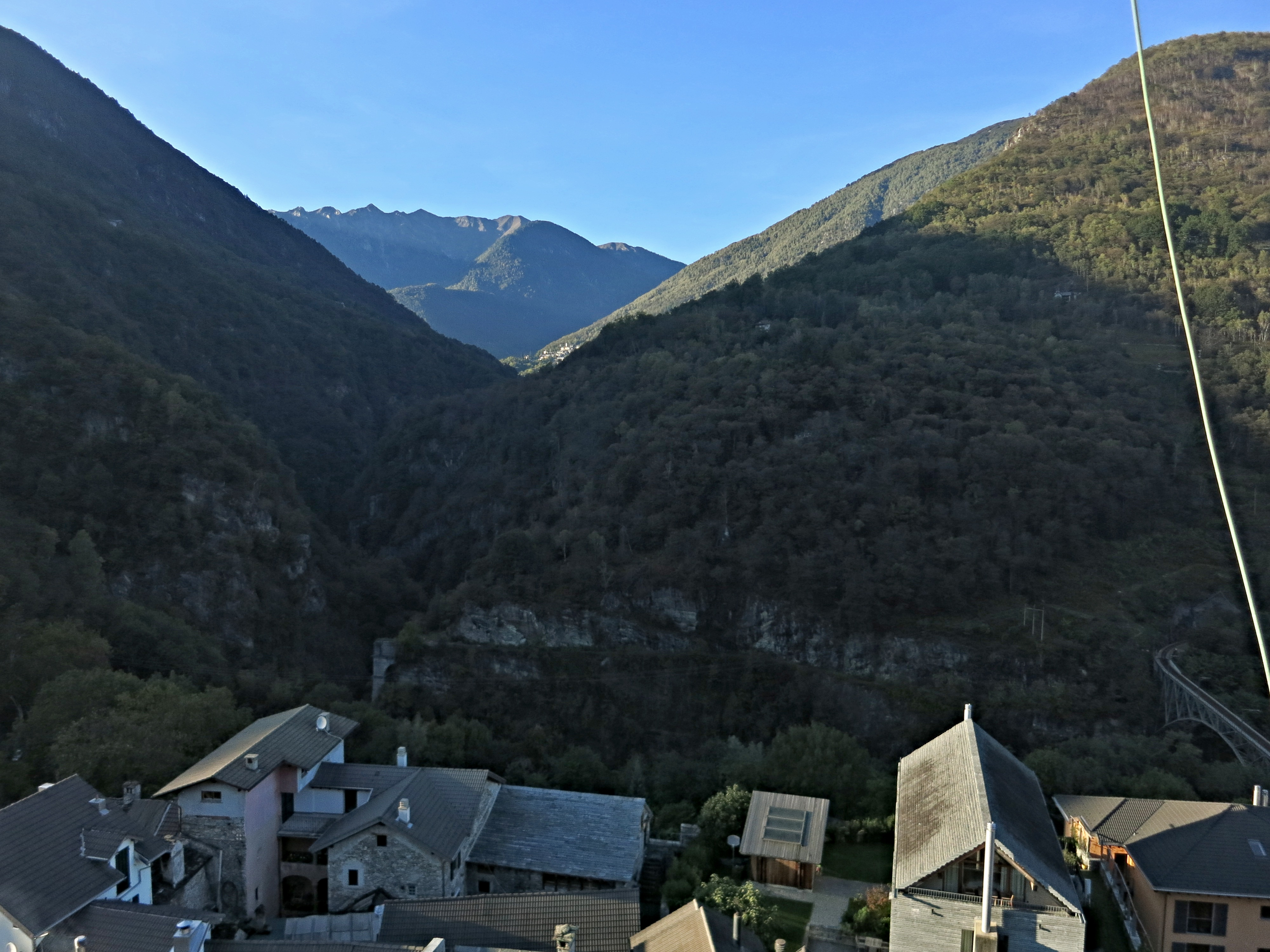
Blick Richtung Norden
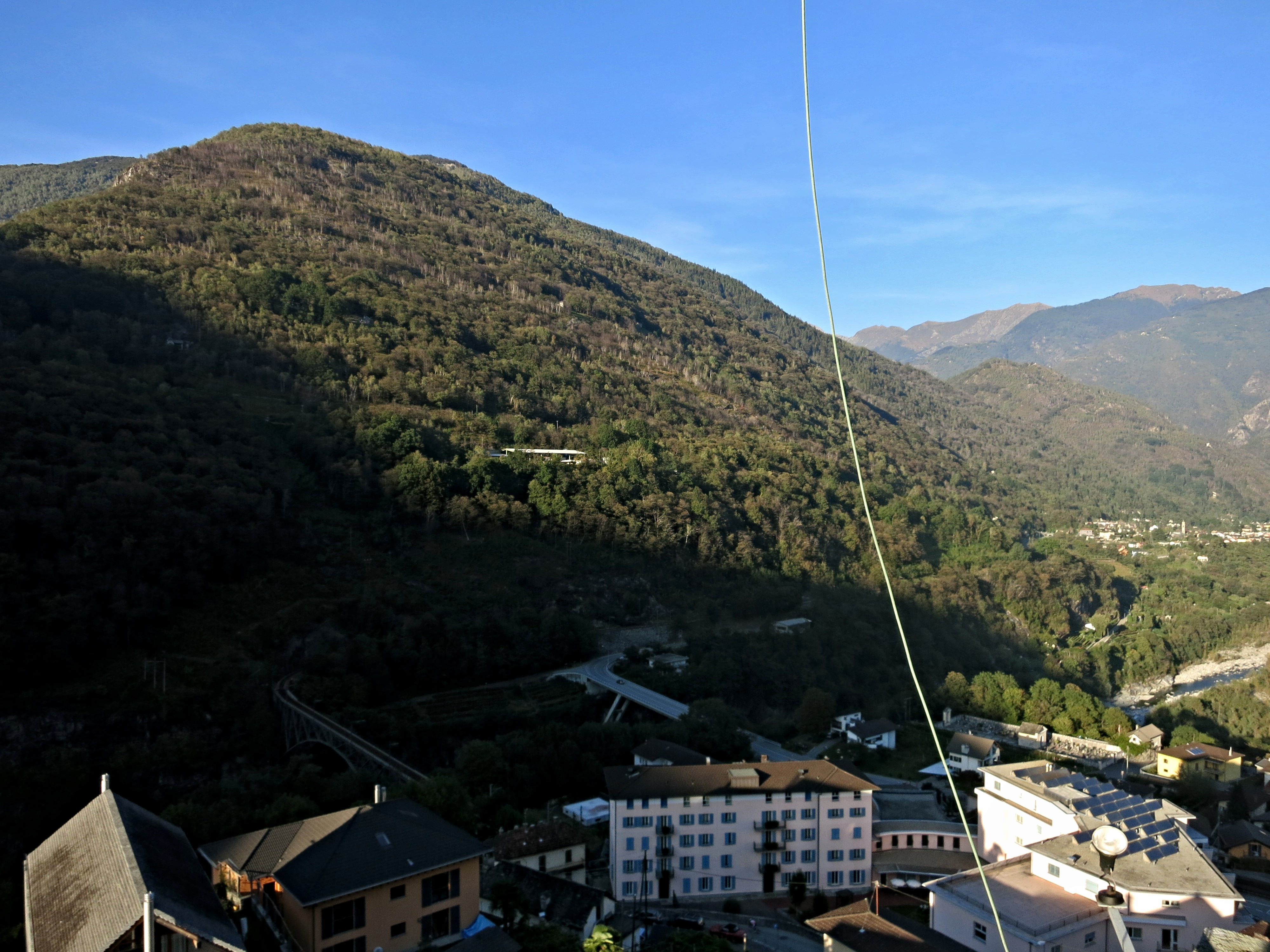
Blick Richtung Nordosten
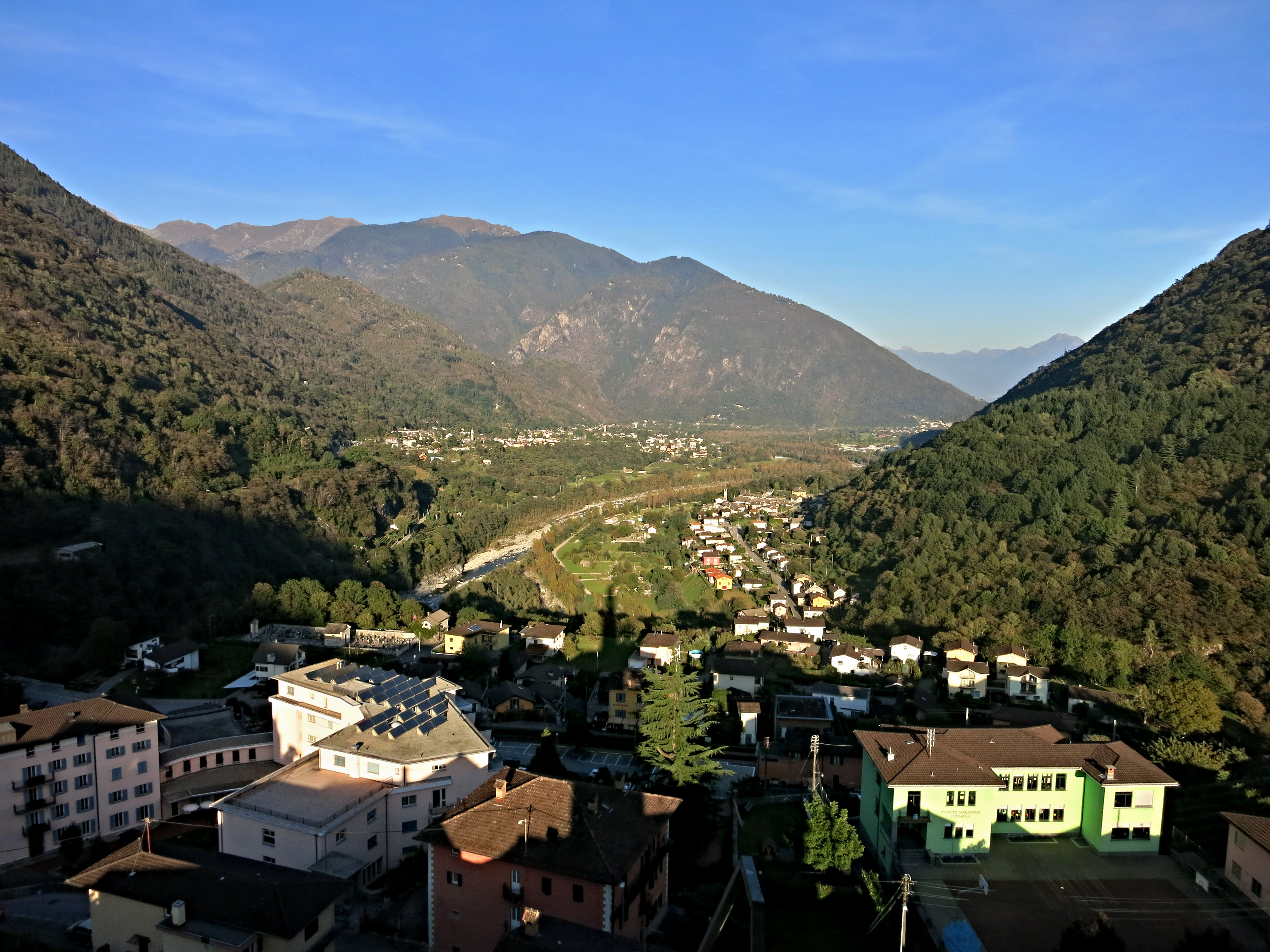
Blick Richtung Osten
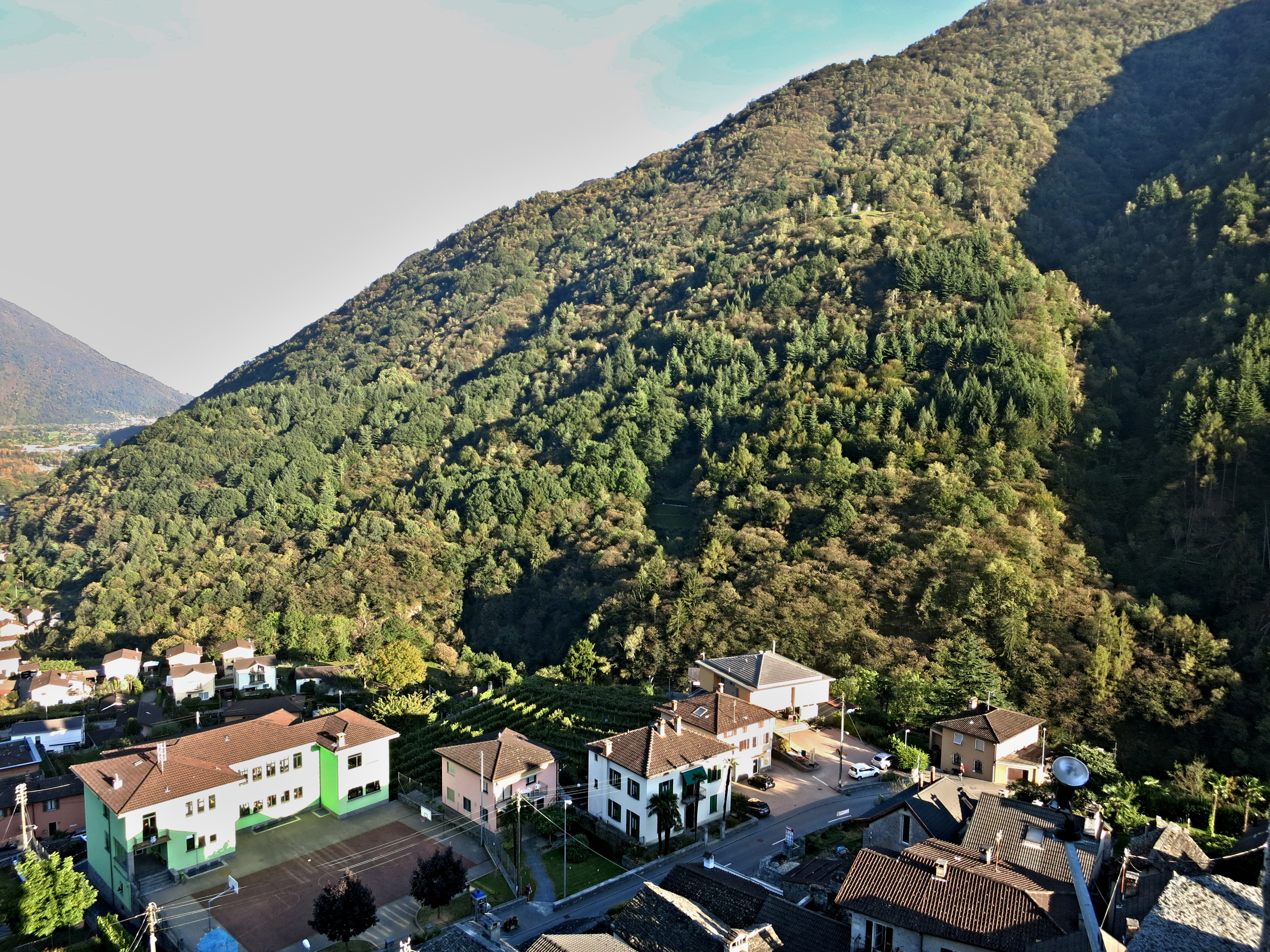
Blick Richtung Südosten
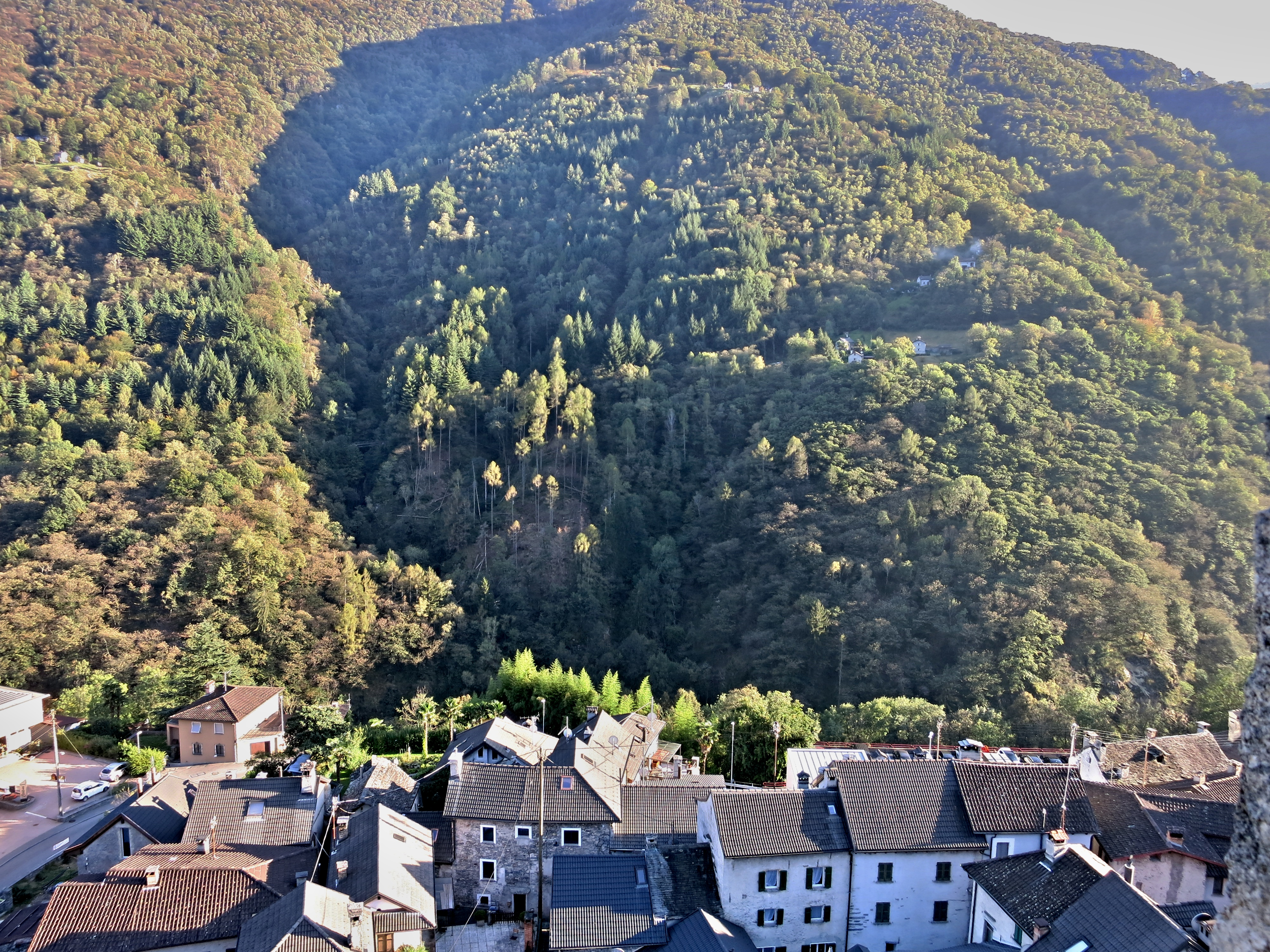
Blick Richtung Süden
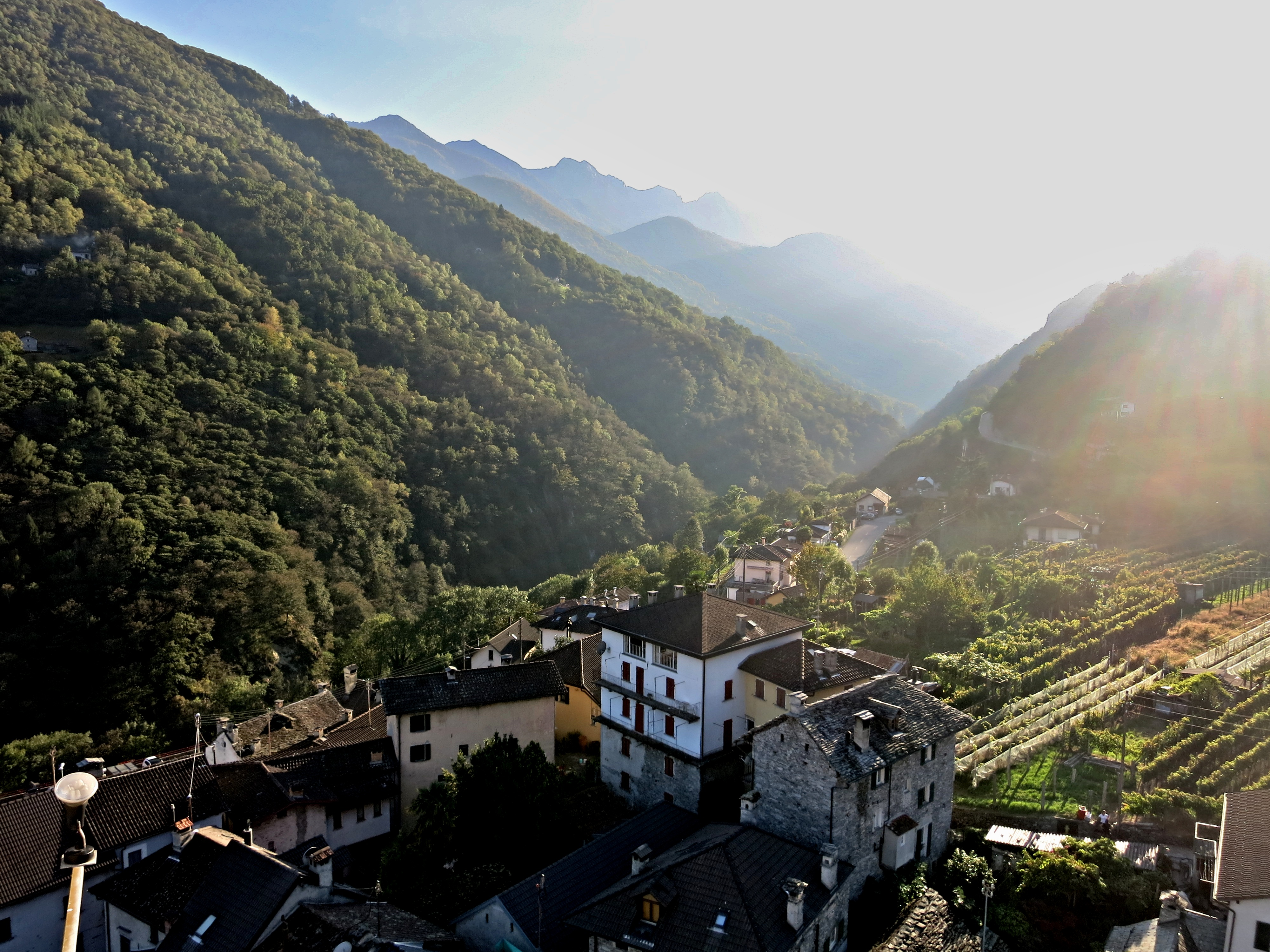
Blick Richtung Südwesten
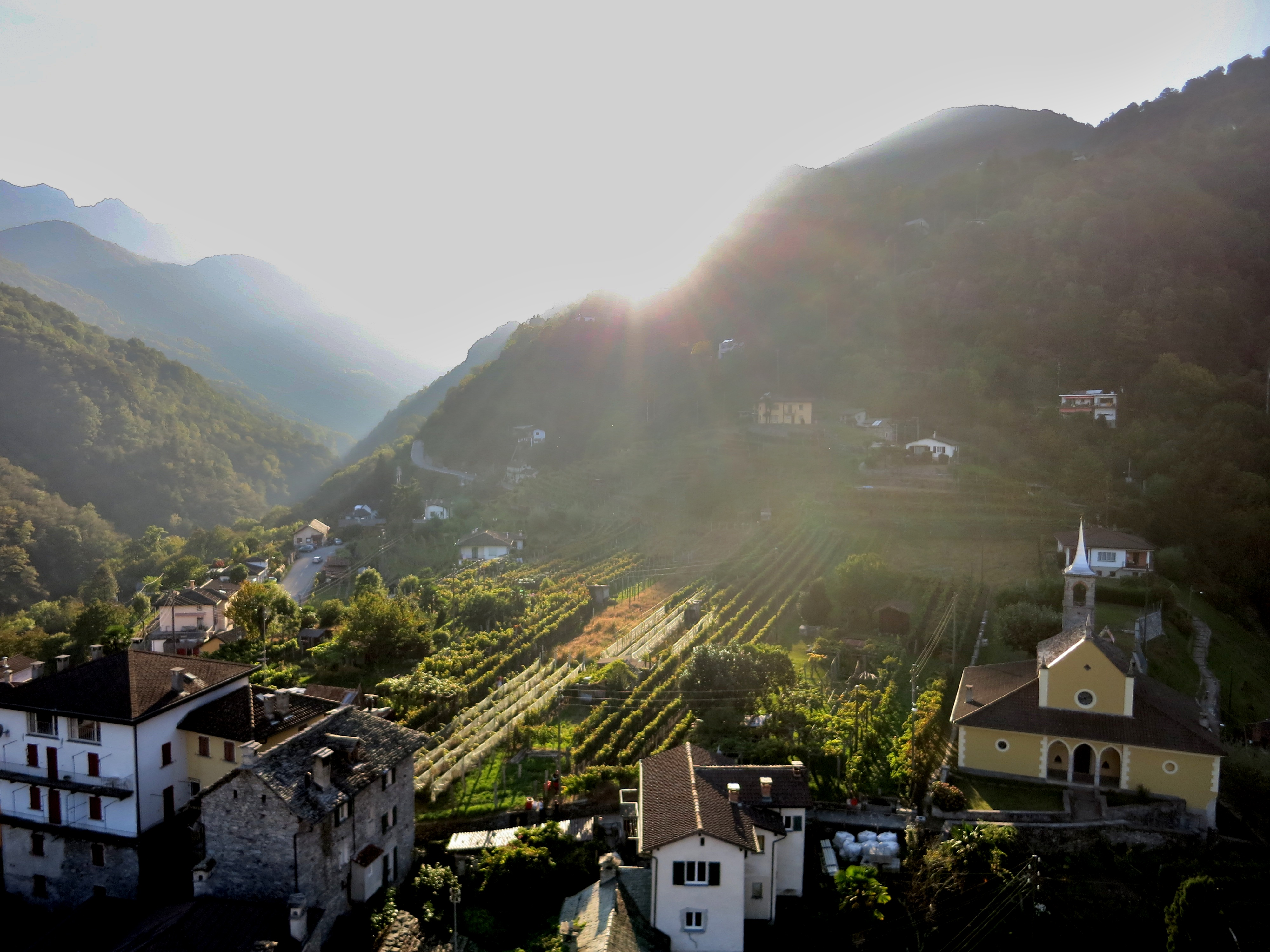
Blick Richtung Westen
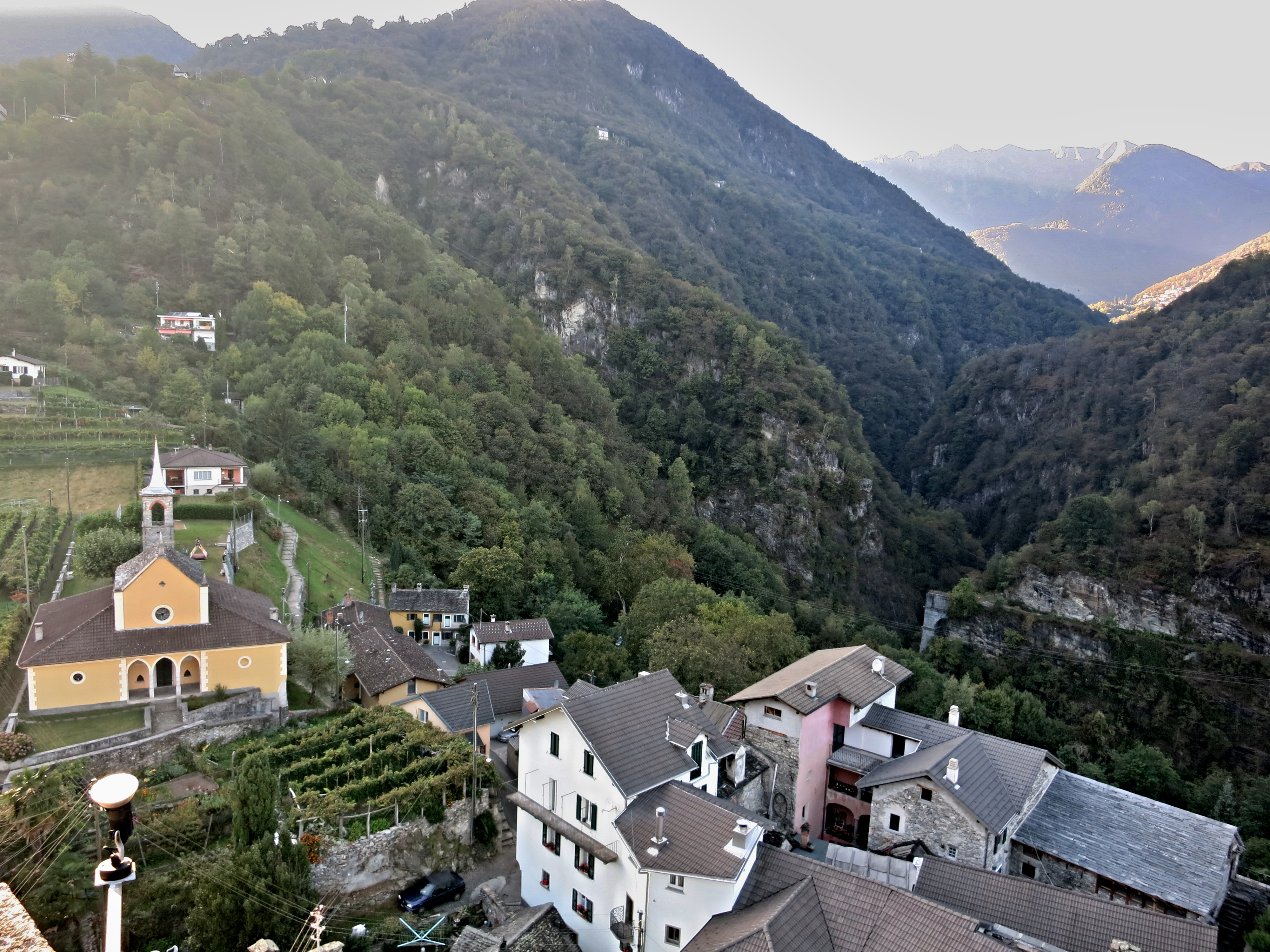
Blick Richtung Nordwesten